# 詹体仁
詹体仁 (1143年—1206年)，字元善。福建南平市浦城人，南宋大臣、理学家。
隆兴元年(1163年)，中进士。曾任太学录、太学博士、太常丞，摄金部郎官。宋光宗年间 (1190～1194年)，历提举浙西常平、湖广总领，升司农少卿。宋宁宗即位后，任太府卿，以直龙图阁知福州，后退居霅川。后知静江府，除司农卿。
詹体仁著有《詹元善先生遗集》。